# Betioky
Betioky – miasto o statusie gminy miejskiej (kaominina) w południowo-zachodnim Madagaskarze w regionie Atsimo-Andrefana i dystrykcie Betioky. Miasto posiada własne lotnisko, a także przez miasto przebiega droga RN 10.
Ok. 35 km od miejscowości na wschód leży rezerwat przyrody Beza Mahafaly.
Miasto leży ok. 695 km. od stolicy Madagaskaru, Antananarywy. 
Według szacunków na 2013 r. miasto liczy 36 185 mieszkańców.